# Xã West, Quận Montgomery, Iowa
Xã West (tiếng Anh: West Township) là một xã thuộc quận Montgomery, tiểu bang Iowa, Hoa Kỳ. Năm 2010, dân số của xã này là 172 người.